# Джоел Стаббс
Джоел Стаббс ( Joel Stubbs; 30 грудня 1967, Нассау, Багами) — професійний багамський культурист, учасник таких професійних конкурсів як Ironman Pro Invitational і Містер Олімпія.

## Біографія
Джоел Стабс народився 30 грудня 1967 в місті Нассау, Багами. Бодібілдингом почав займатися в 1996 році. У 2000 році брав участь у змаганнях NPC, де посів перше місце. В 2003 році отримав картку професіонала IFBB.

## Цікаві факти
- Найвражаючою особливістю Стаббс є розмір його верхньої частини тіла, зокрема — неймовірно велика спина. Однак у Стаббса недостатньо розвинені ноги, у зв'язку з травмою коліна під час гри в баскетбол.
- Стаббс з'являється в деяких рекламних оголошеннях, як найбільший у світі культурист.

## Виступи
- Європа Супершоу — 10 місце (2010)
- Містер Олімпія — 16 місце (2009)